# Banco de Crédito Balear

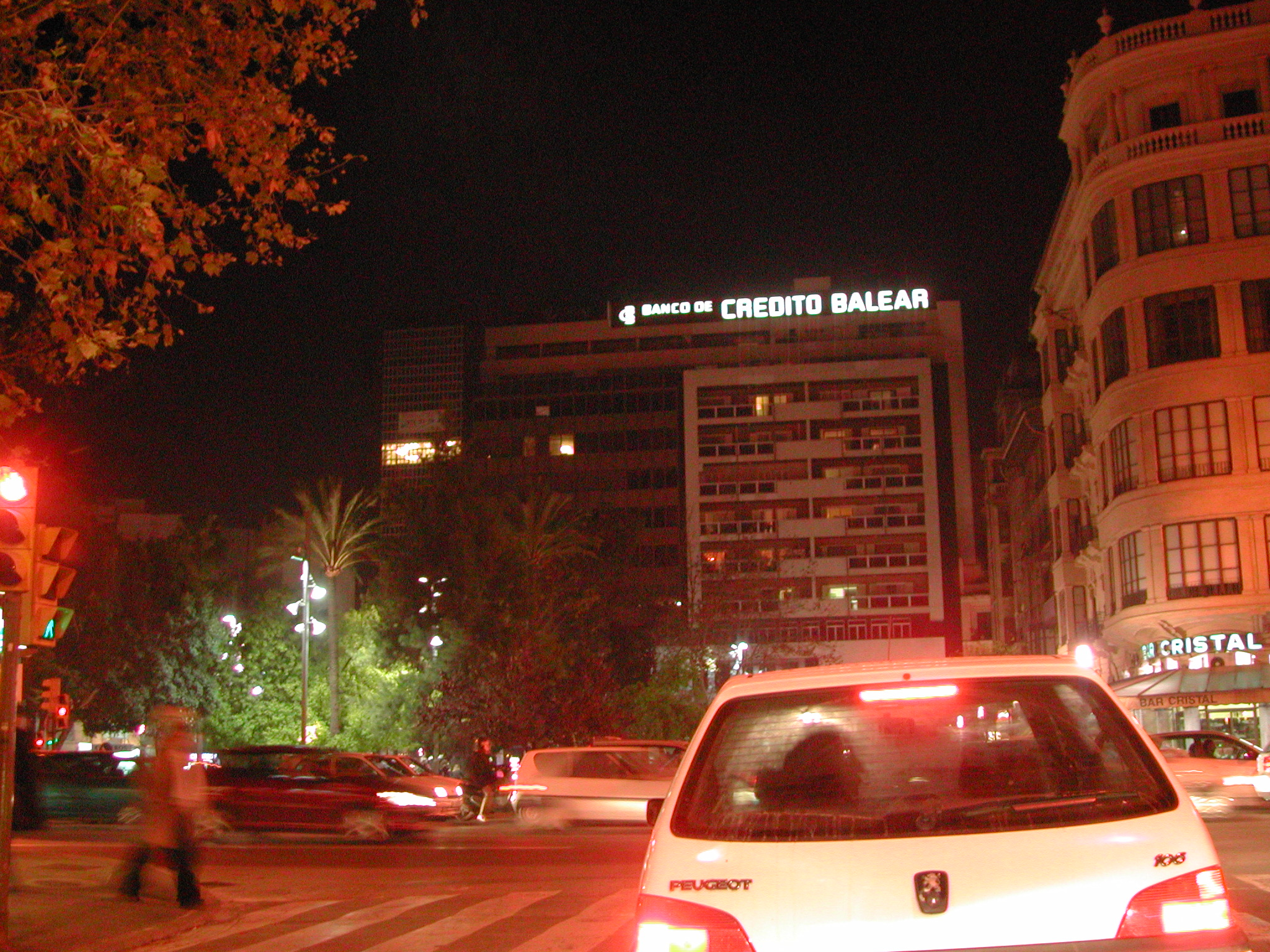
Sede central del banco en la Plaza de España de Palma.

El Banco de Crédito Balear fue una entidad bancaria española creada en Palma de Mallorca el febrero de 1872. 

## Fundación e inicios
Se fundó con un capital inicial de 5 000 000 de pesetas (30 000 euros), distribuido en 10 000 acciones, y con el nombre de El Crédito Balear, en un momento de gran pujanza de las asociaciones económicas en Mallorca. Como promotores figuraban un grupo de navieros, comerciantes, terratenientes y profesionales. Recibió el apoyo del Banco Balear (fundado en 1864), hasta el punto de que en 1874 se proyectó la fusión de las dos entidades, cosa que finalmente no se llevó a cabo. Tenía como finalidades promover la agricultura y la industria, otorgar préstamos al gobierno, a la administración de la provincia y a la de la ciudad, financiar empresas de utilidad pública y construir canales y otras obras de infraestructura. También se encargaba de la gestión y administración de impuestos, expedición de cartas, créditos y de todos los asuntos propios del sector bancario.

## La expansión de fines del siglo XIX
En 1876 participó en la creación del Banco Hispano Colonial de Barcelona, promotor de los intereses españoles en Cuba y Filipinas, y superó con facilidad la crisis financiera provocada por la caída de las cotizaciones de las bolsas de París, Madrid y Barcelona, y todavía pudo absorber en 1884, el Banco Mallorquín (creado en 1881) y después el Cambio Mallorquín, fundado en 1876. Poco tiempo antes se habían abierto sus primeras cinco sucursales en Mallorca (Sóller, Felanich, Inca, Manacor y Lluchmayor) y una efímera en Mahón. 

## La expansión del cambio de siglo
Subscribió una emisión de obligaciones de la Compañía de los Ferrocarriles de Mallorca (1880) y, en 1894, financió el ramal ferroviario de Felanich. Antes de acabar el siglo financió las obras del puerto de Ibiza y se le adjudicó la representación en Baleares de la Compañía Arrendataria de Tabacos. En 1905 entró de vocal el terrateniente Manuel Salas y Sureda, que cesó por discrepancias con la concesión de un crédito a Juan March, que sería vocal entre 1914 y 1918.

## Crisis y suspensión de pagos
Durante el primer tercio del siglo XX su evolución no fue demasiado próspera. Continuó su relación con el ferrocarril (ramal en Artá) y fue aumentando sus operaciones en el extranjero. En los años 30 adquirió Viajes Baleares SA, delegación en las Baleares de Viajes Catalonia, que cambió el nombre a Viajes Iberia S.A. Pero en el contexto de la crisis mundial de 1929, agravada por la realización de inversiones arriesgadas, su situación se tornó difícil. En diciembre de 1934 hizo suspensión de pagos, con un gran impacto social, porque concentraba buena parte del ahorro mallorquín. El jefe de oficinas, José María Madico Pi, se suicidó en París, a donde había huido. La intervención del Banco de España y la creación de un grupo auxiliador, integrado por un grupo de bancos, permitió que se levantase la suspensión de pagos en mayo de 1935. Pero los pequeños ahorradores serían los más perjudicados.

## La reanudación hasta los años 90
Durante la Guerra Civil intervino en importantes sectores de la economía isleña, como el de la exportación de almendra. La posguerra representó la recuperación del banco, a través de varias empresas filiales. Entre otras cosas promocionaron la primera fase de la urbanización de Santa Ponsa. En 1930 instalaron una sucursal en Ibiza y en 1947 en Ciudadela, absorbiendo el Banco Comercial de Ciudadela. También adquirieron una parte importante de las acciones del Banco Agrícola de Pollensa. Hacia los años cincuenta se produjo una concentración del accionariado, iniciada por el financiero mallorquín Juan Nigorra Reinés, consejero y gestor del banco desde 1953. Durante los años sesenta el banco vivió una época de expansión, con un aumento de los negocios en el exterior y con la dependencia del Banco Popular Español. El Banco Popular fue aumentando su participación en el Banco de Crédito Balear, llegando al 62,8 % de las participaciones en 1997. En 1998 el banco tenía recursos propios por un valor de 128 000 millones de pesetas (769 295 493 euros) y la cuantía de los depósitos era de 95 000 millones de pesetas (570 961 500 euros). Desde 1970 era presidente Miguel Nigorra y Oliver. En 1974 inauguró una nueva sede central en la plaza de España, obra de los arquitectos Rafael Pomar y Guillermo Moragues.

## Absorción en 2008
En 2008, justo comenzada la crisis financiera, el Banco de Crédito Balear, que ya estaba controlado mayoritariamente por el Banco Popular Español, fue absorbido por este el 25 de septiembre de 2008, junto con otras tres filiales regionales, el Banco de Castilla, el Banco de Galicia y el Banco de Vasconia. Aun así, el banco mantuvo su marca comercial en el archipiélago balear.